# トヨペット店

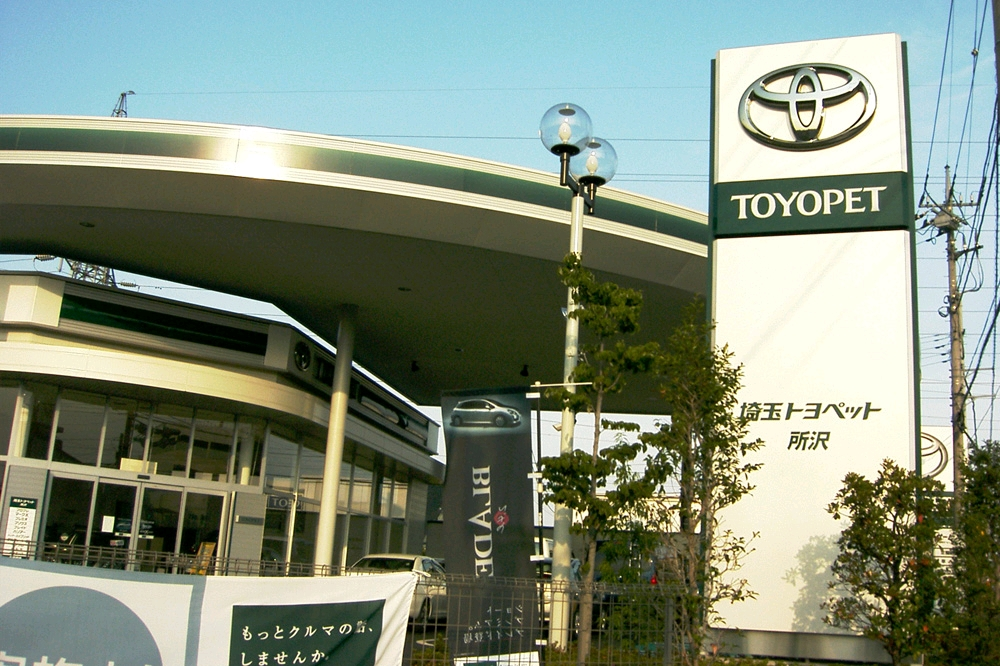
トヨペットディーラーの一例　埼玉トヨペット所沢支店

トヨペット店（トヨペットてん、TOYOPET）は、トヨタ自動車のディーラーの一つ。
キャッチコピーは「クルマと、つぎの楽しみを。 TOYOPET」。2016年3月までは「もっとクルマの話、しませんか。 Answer, for you. TOYOPET」。

## 概要
法人名は「○○トヨペット」が多い。2019年3月まで東京地区は一部取り扱い車種が異なり、トヨタ店と重複するものがあった。全店併売前は、マークX（マークII）、プレミオ（コロナ）、ベルタ（プラッツ）などノッチバックセダンや、アルファードやハリアーなどを扱った。
2007年にトヨタ販売店系列のデザインが刷新され、看板などが緑をテーマカラーとしたデザインに変更された。
2020年5月、東京地区は2019年4月からトヨタの新車販売店が全車種扱いを開始すると、他チャネルと合併や再編して「トヨペット店」を名乗るディーラーが存在しない地域がある（詳細は#ディーラー一覧で後述）。

## 現在の取扱車種
（2023年11月現在）

### 全国の取扱
- ☆は2020年4月30日以前は専売扱いで、5月1日から全トヨタ車両販売店（一部除く）扱う車種。
- ◎は2020年5月1日から扱いを開始した車種。
- ◇は2020年4月30日以前の大阪地区で大阪トヨタが扱った車種。

軽自動車「ピクシス」シリーズは2020年4月30日まで、青森 秋田 鳥取 島根 徳島 香川 愛媛 高知 佐賀 長崎 熊本 大分 宮崎 鹿児島 沖縄各トヨペットのみ取扱、カローラ店、ネッツ店、一部トヨタ店が併売した。

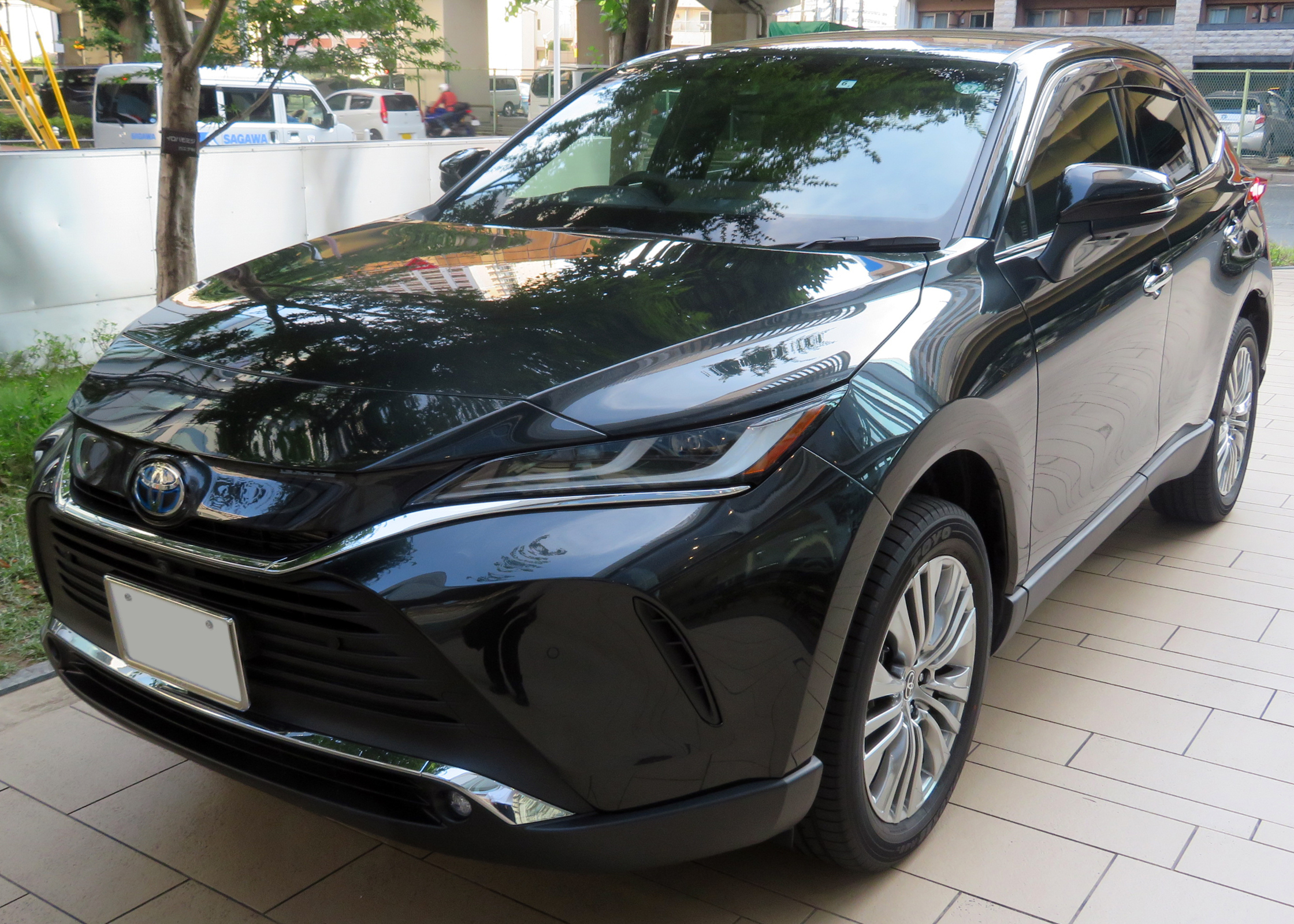
ハリアー

#### セダン
- カムリ（2020年4月30日までカローラ店・ネッツ店と併売）
- カローラ◎（2020年4月30日まではカローラ店の専売）
- カローラアクシオ◎（2020年4月30日まではカローラ店の専売）
- クラウン[注 1]
- センチュリー（セダンタイプ）◎（2020年4月30日まではトヨタ店の専売）
- トヨタ教習車☆（トヨタ店と併売。2代目カローラアクシオの同型車種）
- プリウス（全てのトヨタ車両販売店で扱う）
- MIRAI☆

#### ワゴン
- カローラツーリング◎（2020年4月30日まではカローラ店の専売）
- カローラフィールダー◎（2020年4月30日まではカローラ店の専売）

#### スポーツ
- GRカローラ
- GR86（全てのトヨタ車両販売店で扱う）
- GRヤリス
- スープラ（全てのトヨタ車両販売店で扱う）

#### コンパクト
- アクア（全てのトヨタ車両販売店で扱う）
- カローラスポーツ◎（2020年4月30日まではカローラ店の専売）
- ヤリス◎（2020年4月30日まではネッツ店の専売）
- ルーミー◎（ダイハツ・トールのOEM。2020年4月30日まではトヨタ店・カローラ店の取扱）

#### ミニバン
- アルファード☆
- ヴェルファイア◎（2020年4月30日まではネッツ店の専売）
- ヴォクシー◎（2020年4月30日まではネッツ店の専売）
- グランエース（全てのトヨタ車両販売店で扱う）
- シエンタ（全てのトヨタ車両販売店で扱う）
- ノア◎（2020年4月30日まではカローラ店の専売）
- ハイエースワゴン

#### SUV
- カローラクロス
- クラウン（クロスオーバー）
- クラウン（スポーツ）
- センチュリー
- ハイラックス◎（2020年4月30日まではトヨタ店の専売）
- ハリアー
- bZ4X（リース販売のみの取り扱いだったが、2023年10月より一般販売を開始）
- ヤリスクロス
- ライズ（2代目ダイハツ・ロッキーのOEM。全てのトヨタ車両販売店で扱う）
- RAV4◎（2020年4月30日まではカローラ店・ネッツ店での取扱）
- ランドクルーザー300◎（2020年4月30日までは大阪トヨペットのみの取り扱いで、大阪地区以外の地域はトヨタ店の専売）
- ランドクルーザー70
- ランドクルーザープラド◎（2020年4月30日までは大阪トヨペットのみの取り扱いで、大阪地区以外の地域はトヨタ店の専売）

#### 軽自動車
- ピクシス エポック◎（ダイハツ・ミラ イースのOEM）
- ピクシス バン◎（ダイハツ・ハイゼットカーゴのOEM）
- ピクシス トラック◎（ダイハツ・ハイゼットトラックのOEM）
- コペン GR SPORT（2代目コペンのOEM。OEM元と同じ車種名となるがトヨタブランドでは「GR SPORT」のみ、全てのトヨタ車両販売店で扱う）

#### 商用車
- コースター◎（2020年4月30日までは大阪トヨペットのみの取り扱いで、大阪地区以外の地域はトヨタ店の専売）
- ジャパンタクシー☆（トヨタ店と併売）
- ダイナ◎（2020年4月30日まではトヨタ店の専売、トヨエースの後継のため、全店舗で取り扱う）
- タウンエース◎（ダイハツ・グランマックスのOEMでインドネシア製、2020年4月30日まではカローラ店の専売）
- ハイエース☆◇
- プロボックスバン◎（2020年4月30日まではカローラ店の専売）

#### 小型モビリティ
- C+walkT（一部店舗での取り扱い）
- C+pod（リース販売のみでの取り扱い）

### 大阪トヨペットのみの取扱
以下の車種は2020年5月の全車種併売化の対象外である。北海道日高振興局管内はひだかトヨタ自動車販売、東京地区はトヨタモビリティ東京、神奈川地区はトヨタモビリティ神奈川、富山地区はトヨタモビリティ富山、沖縄地区は沖縄トヨタ自動車（トヨタウン店）、北海道日高振興局管内・東京地区・神奈川地区・富山地区・大阪地区・沖縄地区以外の地域はトヨタ店の扱いとなる。
- ハイメディック
- トヨタ救急車

### 旧・大阪トヨペットで取扱っていた車種
これまで旧・大阪トヨペットでは、クラウンなどのトヨタ店の車種を扱っていた（反対に旧・大阪トヨタがトヨペット店の車種を扱っていた）が、2006年8月8日をもって両社の社名を入れ替え（旧・大阪トヨペット→現・大阪トヨタ／旧・大阪トヨタ→現・大阪トヨペット）、他の道府県と同様の取扱車種に変更された。ただし前述のように、現・大阪トヨタと一部取扱車種が入れ違っているものがある。
- センチュリー
- クラウン
- ブレビス
- アリオン
- ハイラックスサーフ
- エスティマ
- アイシス
- クイックデリバリー

## 過去の取扱車種

### 専売車種
- マークII - 2004年にマークXへ移行したが、そのマークXも2020年1月をもって販売終了。
  - マークIIワゴン
    - マークIIクオリス - マークIIワゴン(GX70系)からのフルモデルチェンジ版であるが、実態はカムリの姉妹車。2002年にマークIIブリットへ移行したが、車種改編でブリットも販売終了となる。
    - マークIIブリット - セダンがマークXにフルモデルチェンジ後も2007年まで継続生産。

  - マークX
- コロナ - 2001年にプレミオへ移行したが、そのプレミオも2021年3月をもって販売終了。
  - コロナエクシヴ（1998年にモデル廃止）
  - コロナクーペ - FRコロナ2ドアハードトップの後継かつセリカの姉妹車。1989年にコロナエクシヴへ。
- コルサ - 1999年にプラッツになるが、その後、2005年にプラッツはベルタになる。
- プログレ
- キャミ（2006年に後述するラッシュへ）
- ラッシュ
- オーパ
- プレミオ
- アバロン - 後継車のプロナードが旧ビスタ店から発売されたが、プロナードも生産終了となる。なお、ビスタ店がなかった沖縄県ではプロナードも沖縄トヨペットで扱っていた。
- グランドハイエース（2002年にアルファードGへ）
- ツーリングハイエース（2002年にアルファードGへ）
- コンフォート（タクシー仕様は2017年にジャパンタクシーへ、教習車仕様は2018年に2代目カローラアクシオの同型車種のトヨタ教習車へ）
- トヨエース（先述の通り2020年3月の販売終了し、同年5月よりダイナへ差し替え）

### 併売車種
- イスト - 発売当初はネッツ店と併売だったが、2005年5月のマイナーチェンジからネッツ店専売に変更。
- プラッツ - 発売当初はネッツ店と併売だったが、のちにトヨペット店専売に変更。2005年11月より、後継車のベルタ〈カローラ店との併売〉へ。
- ソアラ - トヨタ店と併売。2005年にレクサス・SCとしてレクサス店から発売。
- ハイラックスサーフ - 1992年8月よりトヨタ店と併売。初代ハリアー登場時にトヨタ店専売に変更。
- サイノス - 1991年から1994年までカローラ店、1994年から1999年まで旧ビスタ店と併売。
- レジアス - 旧ビスタ店と併売。
- オリジン（全店併売）
- セルシオ - トヨタ店と併売。2006年にレクサス・LSとしてレクサス店から発売。
- カルディナ（トヨタ店と併売）
- イプサム（ネッツ店と併売）
- ブレイド（トヨタ店と併売）
- ベルタ（カローラ店と併売）
- サクシード（トヨタ店と併売、ワゴン終売後もバンのみ継続発売されていたが、同年5月よりプロボックスバンへ差し替え）
- ヴァンガード（カローラ店と併売）
- マークXジオ（東京都内に限りトヨタ店と併売）
- ラクティス（カローラ店と併売）
- コンフォート（東京都内のみ教習車仕様はトヨタ店と併売）
- オーリス（ネッツ店と併売）
- アベンシス（トヨタ店、およびネッツ店と併売）
- タンク（ダイハツ・トールのOEM。2020年4月30日まではネッツ店と併売）
- アリオン（2020年4月30日まではトヨタ店と併売）
- プリウスα（全てのトヨタ車両販売店で扱う）
- スペイド（2020年4月30日まではカローラ店・ネッツ店での取扱）
- ポルテ（2020年4月30日まではトヨタ店と併売）
- エスクァイア（2020年4月30日まではトヨタ店と併売）
- ピクシス メガ（ダイハツ・ウェイクのOEM）
- プリウスPHV（全てのトヨタ車両販売店で扱う）
- ピクシス ジョイ（ダイハツ・キャストのOEM）
- C-HR（全店併売）
- パッソ◎（ダイハツ・ブーンのOEM。2020年4月30日まではカローラ店の専売）

### 沖縄県における扱い
沖縄県では、1979年9月までトヨペット店である沖縄トヨペットが存在しなかったため以下の車種をトヨタ店の沖縄トヨタ自動車で取り扱っていた。
- コロナマークⅡ（1979年9月まで）
- コロナ（1979年9月まで）
- コルサ（1979年10月以降もしばらく取扱した）
- ハイエース（1979年9月まで。2020年5月から取扱再開）
- トヨエース（1979年9月まで）

また、先述の通りビスタ店は存在しなかったため以下の車種を沖縄トヨペットで取り扱っていた。
- プロナード（トヨペット店専売車種だったアバロンの後継車種）
- レジアス（姉妹車種でトヨペット店専売車種のツーリングハイエースと併売）
- レジアスエース（姉妹車種でトヨペット店専売車種のハイエースと併売）

## ディーラー一覧

### 北海道地区
- 旭川トヨペット
- 北見トヨペット（国安木材グループ）
- 函館トヨペット

かつて存在した販売店
- 釧路トヨペット（現：トヨタモビリティ釧路、釧路貨物グループ。2021年7月にネッツトヨタ道東を吸収合併、2022年7月にトヨタカローラ釧路を吸収合併し社名変更）
- 帯広トヨペット（現：トヨタモビリティ帯広。2024年4月、トヨタカローラ帯広を吸収合併し社名変更）
- 札幌トヨペット（現：AGHトヨタ札幌、アンビシャスグループ北海道。1981年に倒産。その後メーカー全額出資で再建。2020年10月トヨタカローラ札幌グループ（現：アンビシャスグループ北海道）入り[2]。2025年4月、トヨタカローラ札幌が同社とネッツトヨタ函館とともに経営統合し社名変更）

### 東北地区
- 青森トヨペット（トヨタ小野グループ）
- 岩手トヨペット（T-MIGグループ）
- 仙台トヨペット（カメイグループ）
- 秋田トヨペット
- 山形トヨペット（カメイグループ）
- 福島トヨペット（I&Iグループ）

### 関東地区
- 千葉トヨペット（トヨタ勝又グループ）
- 埼玉トヨペット
- 群馬トヨペット
- 栃木トヨペット
- 茨城トヨペット（ハタヤホールディングスグループ）

かつて存在した販売店
- 東京トヨペット（2019年4月にトヨタ東京販売ホールディングス（現：トヨタモビリティ東京）が東京トヨタ自動車、トヨタ東京カローラ、ネッツトヨタ東京とともに吸収合併）
- 横浜トヨペット（現：ウエインズトヨタ神奈川。2023年1月にトヨタカローラ神奈川、ネッツトヨタ神奈川を吸収合併し社名変更）

### 中部地区
- 岐阜トヨペット
- 三重トヨペット
- 山梨トヨペット（吉字屋グループ ）
- 新潟トヨペット（新潟トヨタグループ）
- 福井トヨペット

かつて存在した販売店
- 石川トヨペット（現：石川トヨペットカローラ、トヨタIPCグループ。2020年4月にトヨタカローラ石川を吸収合併し社名変更）
- 富山トヨペット（品川グループ。2021年1月にネッツトヨタノヴェルとやまとともに富山トヨタ自動車（現：トヨタモビリティ富山）が吸収合併）
- 長野トヨペット（トヨタUグループ。2021年4月にカローラ長野、ネッツトヨタ長野と共に長野トヨタ自動車が吸収合併）
- 静岡トヨペット（現：トヨタユナイテッド静岡、静岡鉄道グループ。2021年4月にトヨタカローラ東海、ネッツトヨタスルガを吸収合併し社名変更[3]。合併後もトヨペット、カローラ、ネッツいずれの屋号も維持していたが、2022年5月10日に屋号を廃止[4]）
- 名古屋トヨペット（現：NTP名古屋トヨペット、NTPホールディングス。2022年4月1日付でネッツトヨタ名古屋、ネッツトヨタ中京を吸収合併し社名変更）

### 近畿地区
- 大阪トヨペット
- 神戸トヨペット
- 京都トヨペット
- 和歌山トヨペット

かつて存在した販売店
- 滋賀トヨペット（現：トヨタモビリティ滋賀。2022年1月に社名変更）
- 奈良トヨペット（現：トヨタユナイテッド奈良。2023年1月にネッツトヨタ奈良を吸収合併し社名変更したが屋号はトヨペット、ネッツのどちらも継続）

### 中国・四国地区
- 岡山トヨペット（SUENAGAグループ）
- 広島トヨペット
- 山口トヨペット（卜部グループ）
- 島根トヨペット
- 鳥取トヨペット（神戸トヨペットグループ）
- 愛媛トヨペット（西山グループ）
- 徳島トヨペット
- 高知トヨペット（西山グループ）

かつて存在した販売店
- 香川トヨペット（TMKホールディングス。2022年1月に香川トヨタ自動車が吸収合併）

### 九州・沖縄地区
- 福岡トヨペット（昭和グループ）
- 佐賀トヨペット
- 長崎トヨペット
- 大分トヨペット
- 熊本トヨペット
- 宮崎トヨペット
- 鹿児島トヨペット（南国グループ）

かつて存在した販売店
- 沖縄トヨペット（OTMグループ。2022年4月1日付でトヨタカローラ沖縄、ネッツトヨタ沖縄とともに沖縄トヨタ自動車に吸収合併）

## その他
- 京浜トヨペット - 健康食品会社の「手づくり自然食友の会」創業者野本二士夫がかつて経営していた陸送会社。倒産し現存しておらず、陸送会社のためトヨペット店とは無関係。

## スポーツ活動
- 札幌トヨペット硬式野球部（社会人野球） - 札幌トヨペットが母体。1972年～1983年にかけて活動。
- 茨城トヨペット硬式野球部（社会人野球） - 茨城トヨペットが母体。2006年～活動中。